# 碧桂園
碧桂園（へきけいえん 英: Country Garden、カントリーガーデン）は、中華人民共和国の不動産開発企業。デベロッパー。広東省佛山市順徳区に本社を置く。

## 概要
1992年、創業者の楊国強は仲間とともに不動産開発を業務とする碧桂園を創業。次第に香港の富裕層が碧桂園の物件を購入するようになり発展、2007年には香港証券取引所へ上場した。2009年、リーマンショック直後の世界的な景気後退の局面で、中国政府が取った経済対策により国内の不動産価格が上昇。碧桂園は不動産ブームに乗じて業務を拡大、莫大な利益を上げるようになった。この年を「第二次創業」として位置づけている。2017年の契約販売額は、暫定ベースで5508億元に達した。一方、会社の経営は、創業者の楊国強が2005年に自社の過半数株式を娘の楊恵妍に譲渡として実質的な後継者として位置づけ、2018年には楊国強と楊恵妍が共同で会長職についた。特徴は、カントリーガーデンの名の通り地方都市の開発に注力していることで、2022年は三線都市、四線都市とよばれる地方都市からの収入が6割を占めていた。海外プロジェクトでは、マレーシア、ジョホールバル南部のイスカンダル開発地区、イスカンダル・プテリの人工島「フォレストシティー」開発を行っている。
2020年代に入ると中国政府は、不動産事業への引き締めを強化したほか、ゼロコロナ政策を取ったことにより生産・消費の停滞。2021年には恒大集団を始めとした中国国内大手の不動産デベロッパーが経営危機にさらされた。
そのような企業が出る中でも、碧桂園は流動性危機による痛手をさほど受けていない質の高い業者と見られていたが、2022年以降に経営環境が急速に悪化。
2023年8月7日、碧桂園もドル建て債の利払い（総額2250万ドル）が履行できなくなり債務不履行の危機に直面する。8月30日に発表された同年1月から6月期決算では、物件の販売不振や不動産開発プロジェクトの評価損が災いし、純損益が約490億元（約9800億円）の赤字と前年同期の黒字から大幅に収益が悪化した。翌8月31日、格付会社のムーディーズは、碧桂園について流動性の逼迫に直面しており、債権回収の見込みは小さいとして信用格付けを「Caa1」から「Ca」へと3段階引き下げた。しかし30日間の猶予期限が切れる直前の9月5日に利払いを行い、債務不履行の危機を脱した。また碧桂園は元建て債を保有する債権者に総合計108億元（約14億8000万ドル）相当のオフショア債8本の償還を3年間延長する提案を行い、同年9月11日の投票ではそのうち6本について延長の合意を得るなど、債務不履行回避に向けた綱渡りの交渉が続いた。
しかし、2023年9月17日が期限だった1540万ドル（約23億円）相当のドル建て債を30日間の猶予期間を超えても履行できなかったため、受託機関のシティコープ・インターナショナルは10月下旬、債務不履行を債券保有者に通知した。
同年12月8日、会長の楊恵妍はグループ経営会議で「創業家は私財を投げうってでも会社を支援する」と表明。また、2024年1月19日、広州市に保有する多数の不動産の売却を試みるなど経営の立て直しに向けて模索が続けられた。しかし同年2月27日、一債権者から香港の裁判所に碧桂園の清算を求める訴訟が起こされた。
2024年3月28日、碧桂園は2023年の決算発表を延期した。碧桂園株は上場規則に沿って同年4月2日から決算が発表されるまで株式の売買が一時停止された。2025年1月15日、会社は改めて2023年の決算を発表。最終赤字は1784億人民元（日本円換算で3兆8000億円余り）に達していた。
2025年8月11日、香港高裁は碧桂園の清算申し立てを巡る審理を2026年1月5日に延期することを発表。碧桂園が清算回避に向け、債権者との間で債務の株式への転換などを巡る交渉を続けており延期を認めることとなった。